# シピィ

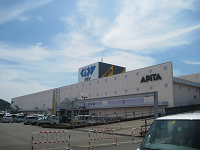
cipy当時の写真

シピィ (英表記：SIPY)は、福井県越前市新町にあるロイヤル総合開発が運営するショッピングセンターである。この項目では1988年から2011年まで存在した武生商業開発によるシピィ (英表記：cipy)についても記述する。

## 概要
1988年に武生商業開発により開店した「cipy」が前身である。cipyについては歴史#cipyにて記述する。
2012年（平成24年）5月23日、現在の事業主体であるロイヤル総合開発により再開業。再オープンに向けて、10億円以上の費用をかけて改装を行い、内外装を一新。北陸地方初出店になるラ・ムー（大黒天物産）が核テナントとして入った。
再開店時点で、44テナントが出店。以前の施設に出店していた店舗の内、24店舗が再度出店。テナント数も従来の66テナントから減らし、通路や休憩施設を増やした。
シピィ周辺には、18店舗からなる、「シピィタウン」が配され、ホームセンターやスーパー銭湯、飲食店などが出店している。
再開業初年度の売り上げを80億円、来場者数は150万人を見込んでいた。
2012年（平成24年）9月28日には1階の正面玄関北側にラーメンや丼などの飲食店2店が出店する約460m2のフードコートが開設されると共に、2階には総合衣料店や子供服・婦人服店、玩具や輸入雑貨などの5店が追加で開店して全体では専門店52店舗となってほぼ全館を使用する形となり、本格的に開業することになった。
なお、この本格開業に合わせて隣接するスーパー銭湯も「越前御老公の湯」として同日再開業したが、のち2019年6月30日をもって閉店した。

## 歴史

### cipy

#### 開業から最盛期
武生市（当時）の経済界有力者が出資して1980年（昭和55年）に設立した武生商業開発が、ユニーの運営するアピタ武生店を核店舗として専門店55店を入居させた地元主導型のショッピングセンター1988年（昭和63年）3月に開業したのが始まりである。
開業翌年の1989年（平成元年）から近隣へ飲食店や紳士服店などの誘致を進めて地区全体を商業地域化するタウン化構想を推進し、1999年（平成11年）に店舗面積を約1.5倍に増床する改装を行い、2001年（平成13年）に武生商業開発の直営でスーパー銭湯「アクアシピィ」を開業するなど拡張を続け、2002年に入居する専門店が70店となった。
当施設を所有･管理していた武生商業開発は最盛期の2004年（平成16年）3月期に売上高約12億円を上げていた。

#### 売上低迷から経営破綻
その後は他のショッピングセンターとの競合などの影響を受けて賃料などテナント収入が減少し、2009年（平成21年）3月期に売上高約8.79億円に落ち込んで6600万円の純損失となった。
そのため、開業時の建設費から増床や改装などの設備投資によって積み上がった負債の返済が重荷となって経営難に陥ったため、2009年（平成21年）春に投資会社の虎ノ門商業開発合同会社（本社・東京）に全株式が売却されて設立時からの社長だった三田村紘二ホクコン会長ら全役員が辞任し、武生商業開発の経営権が虎ノ門商業開発合同会社へ移行する形となった。
新たな経営陣が福井銀行や福邦銀行など4行に返済猶予などを要請して交渉していたが、交渉が難航して福井銀行からの申立てに基いて2009年（平成21年）9月に福井地方裁判所が土地･建物の一部やテナントからの賃料などを差し押さえた。
差し押さえの責任をとって就任したばかりの社長が退任して交代したが、新たな資金調達を模索したが見付からず、「事業継続するための手続き」と主張して同月28日に武生商業開発は約54.3億円の負債を抱えて東京地方裁判所に1回目の民事再生法の適用を申請して事実上破綻した。

#### 自主運営による存続の模索
武生商業開発の民事再生法適用申請後も自主営業という形式で核店舗のアピタ武生店を運営するユニーと入居する専門店で構成された一般社団法人シピィ専門店会が協調して営業を継続したが、2009年（平成21年）10月に武生商業開発がポイントカードの取り扱いを休止した。「買い物券を発行するために各店から集めた拠出金が返還されておらず相殺されるべきだ」と主張してテナント側が10月分の共益費の支払いを保留したところ、武生商業開発側は「共益費はテナント側が払うもの」だとしてテナントに電気代の負担を要求して共益費の中から一括納付していた電気代の支払を北陸電力に行わなかったため、支払期限後50日の送電停止の期限直前に営業を継続するためにやむを得ずテナント側が延滞料金を含めて北陸電力に対して直接入金するなど混乱が続いた。また、ポイントカードの取り扱い休止により客足が急激に落ち込んでテナントによっては約40%も売上が減少する状況に陥ったため、核店舗のアピタ武生店の業績も急激に悪化することになった。
さらに武生商業開発が民事再生手続きのスポンサーが見付からないため民事再生法による再建を断念し破産する方針を示して2010年（平成22年）1月末での営業終了を2009年（平成21年）12月に通告し、2010年（平成22年）1月に民事再生手続きの廃止が決定した。
そうした状況を受けてユニーが「営業存続に向け最大限努力してきたが、武生商業開発の突然の運営放棄や民事再生手続きの廃止決定を受け、健全な営業見通しが立たない上、アピタ武生店の業績が急激に落ち込んだため」閉店すると文書で提出して武生商業開発とのテナント契約が切れる2010年（平成22年）3月24日で撤退する方針を伝えたため、核店舗のアピタ武生店が撤退したら営業継続は困難だとして一般社団法人シピィ専門店会も閉店することとし、ユニーと一般社団法人シピィ専門店会が協議して3月20日で閉店することを決定し、2010年（平成22年）3月20日に閉店とした。

#### 二転三転する破綻処理
ところが、閉店直前の2010年（平成22年）3月15日に武生商業開発の取締役が越前市役所を訪問して「自己破産は考えていない。新しい核テナントを探す。シピィタウンのテナントとの契約は継続する」と説明すると共に地権者や金融機関との協議を再開したい意向を示した。
そして、2011年（平成23年）4月に民事再生法の適用を再び申請して債権者集会を経て2012年（平成24年）4月17日に福井地方裁判所から正式に認可されることになった。
この民事再生法の再度の適用を受けて土地･建物などはロイヤル総合開発（本社・東京）に売却されてそこから債権者に配当して2012年（平成24年）5月に会社を清算することになるなど武生商業開発側の破綻後の処理方法は二転三転することになった。
このように閉店直前に自己破産を否定するなど破綻処理方法の混乱に加えて、破綻直前の設立時からの経営陣の総退陣と経営権の移行や、経営破たんの影響で閉店を余儀なくされたことから、入居していたテナント関係者らから「経営破綻した理由は不透明なまま。敷金や保証金の返還なしに退店させられるのは納得できない」「経営陣は無責任だ」などの批判がされることになった。

### S I Palace Yard
前述の通り、一旦廃止された民事再生手続きを再開することを目指し、2011年（平成23年）4月に武生商業開発が民事再生法の適用を再び申請した。
それを受けて、ロイヤル総合開発が土地･建物を取得し、2011年（平成23年）12月から改修工事を行うなど再開に向けた動きが本格化することになった。
2012年（平成24年）5月24日にプライベートブランド商品を中心として低価格を売りにする大黒天物産が運営するスーパーマーケットのラ・ムーが1階の約20%に当たる売り場面積約2,500m2で新たな核店舗として出店し、閉店時のテナント52店のうち24店が再入居して再開業した。
再開業に当たっては、休憩所の設置や通路幅の拡大により全体の売り場面積を約15%縮小して約16,000m2としたものの、なお再開業時のショッピングセンター全体の入居率は約70%で2階部分に空き店舗が多く残る形となったが、他に5店の入居が決まっていて2012年（平成24年）9月14日の全面開業に間に合わせるよう交渉しているとロイヤル総合開発側は5月23日の内覧会の時点で説明している。
また、名称も閉店前の「cipy」から「S I Palace Yard」で略称SIPYへと変更しており、発音やカタカナ表記ではシピィのままとなっている。